# Symphonie no 6 de Henze
Pour les articles homonymes, voir Symphonie no 6.
La Symphonie no 6 pour deux orchestres de chambre est la sixième des dix symphonies du compositeur allemand Hans Werner Henze. Elle a été écrite alors que le compositeur séjournait à Cuba, durant sa période militante marxiste et fut créée le 26 novembre 1969 à La Havane à Cuba sous la direction du compositeur. Elle est selon les mots de l'auteur une « symphonie protestante de rite luthérien au corps païen dont le sang et la pulsation sont noirs ».

## Analyse de l'œuvre
1. Premier mouvement avec une citation du Chant de libération nationale du Vietnam,
2. Deuxième mouvement avec une citation de l'Hymne à la liberté de Mikis Theodorakis,
3. Troisième mouvement avec des citations de rythmes nationaux cubains.

La durée d'exécution est d'un peu moins d'un quart d'heure. 
Henze en fit un enregistrement avec l'orchestre symphonique de Londres sous sa direction en avril 1972.